# أمل أمين
أمل أمين مواليد 1929 هي عالمة نبات مصرية.